# گردکانه علیا
گردکانه علیا، روستایی از توابع بخش مرکزی‌شهرستان‌سنقر در استان کرمانشاه ایران است.تمام مردم این روستا کرد هستند که به زبان کردی کلیایی  سخن می گویند 
فاصله این روستا تا شهرستان سنقر۴٠کیلومتری است و راه اصلی این روستا آسفالت است. این روستا با آب و هوای سرد، نیمه خشک و در دامنه کوه دربند کبود و در دهستان گاورود قرار دارد. روستای گردکانه پایین در ۵٫۵ کیلومتری جنوب این روستا و در ارتفاع ۱۹۰۰ متری از سطح دریا قرار دارد.از محصولات مهم روستا گندم وجو می‌باشد.

## آثار دیدنی وتفریحی
- قلعه گردکانه
- شخصگان درونکو

## جمعیت
این روستا براساس سرشماری مرکز آمار ایران در سال ۱395،  جمعیت آن 1051نفر (276خانوار) بوده‌است.
جمعیت روستا درفصل تابستان به علت مهاجرت فصلی (کشاورزان ساکن موقت)به2000نفرهم میرسد.

## مشکلات
کم آبی طی سالیان گذشته از مشکلات این روستا بوده است.
همچنین مهاجرت بسیار زیادی توسط مردم این روستا به شهرستان های دیگر به دلیل مشکلات فراوان صورت گرفته است.